# Zorzines minuta
Zorzines minuta là một loài bướm đêm trong họ Noctuidae.